# Daniël Stalpaert
Daniël Stalpaert (né en 1615 à Amsterdam, mort le 3 décembre 1676 à Amsterdam) est un architecte néerlandais (Provinces-unies) du siècle d’or. 

## Biographie

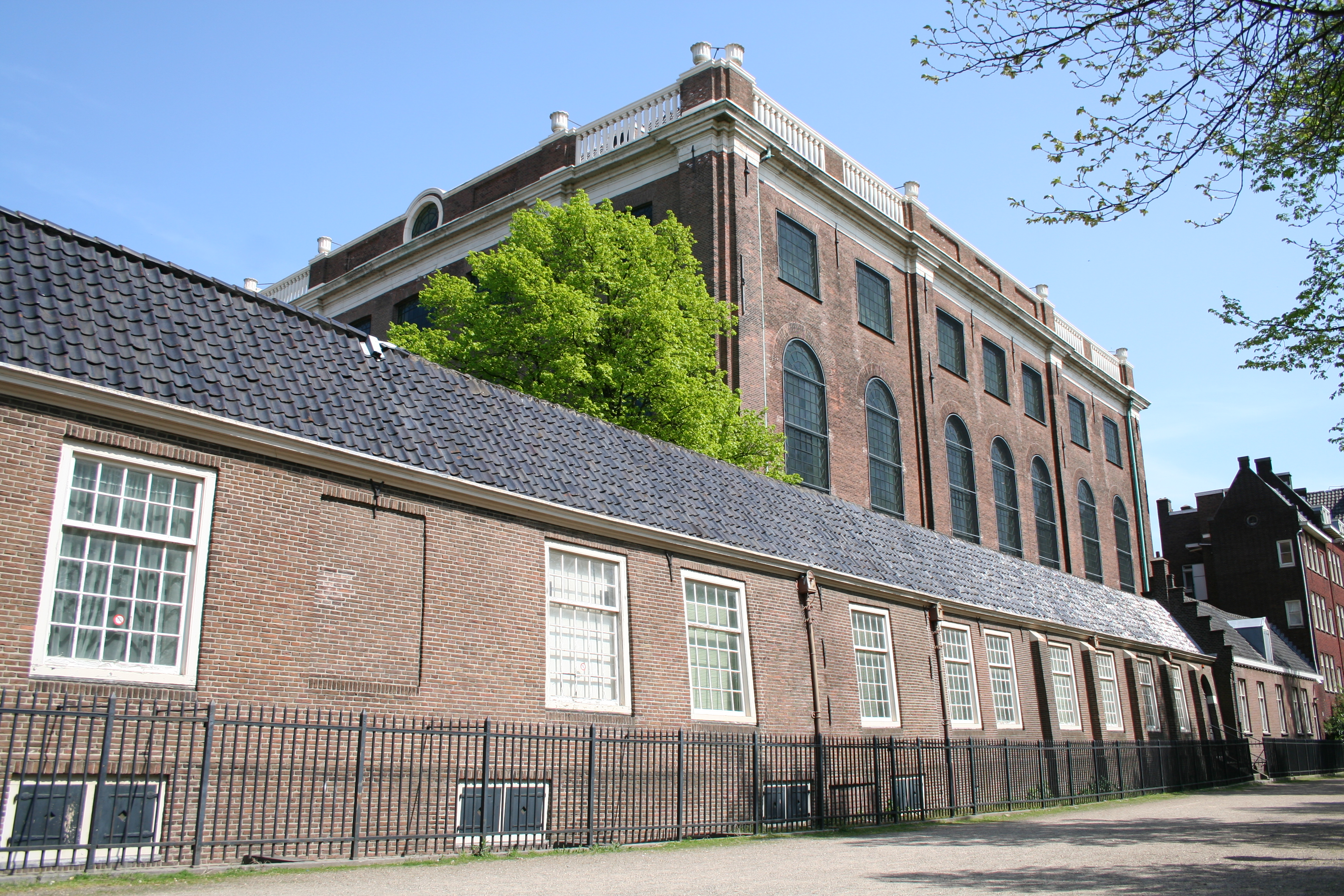
Synagogue Esnoga à Amsterdam

Il est l'un des plus importants architectes des Pays-Bas de l'époque, après avoir travaillé pendant un certain temps en tant que peintre. Il participe notamment à l'expansion de la ville d'Amsterdam à partir de 1658 après sa nomination en tant qu'architecte de la ville. Parmi ses réalisations les plus célèbres figurent le Paleis op de Dam, qui est conçu par Jacob van Campen, le bâtiment du Nederlands Scheepvaartmuseum (1656) ou encore Oosterkerk (1669-1671). Il a également conçu avec (nl) Elias Bouwman, l'imposante synagogue portugaise (Esnoga) en 1671-1675.